# Campionati italiani di duathlon sprint
La Federazione Italiana Triathlon organizza annualmente dal 2008 i Campionati italiani di duathlon sprint.

## Albo d'oro

### Uomini
| Edizione | Anno | Oro                   | Argento                  | Bronzo                   |
| -------- | ---- | --------------------- | ------------------------ | ------------------------ |
| I        | 2008 | Massimo De Ponti      | Alessio Picco            | Fausto Dotti             |
| II       | 2009 | Alex Ascenzi          | Massimo De Ponti         | Giuseppe Ferraro         |
| III      | 2010 | Daniel Hofer          | Massimo De Ponti         | Andrea Giacomo Secchiero |
| IV       | 2011 | Davide Uccellari      | Daniel Hofer             | Alessio Picco            |
| V        | 2012 | Massimo De Ponti (2)  | Andrea Giacomo Secchiero | Andrea De Ponti          |
| VI       | 2013 | Matthias Steinwandter | Daniel Hofer             | Alex Ascenzi             |
| VII      | 2014 | Daniel Hofer (2)      | Massimo De Ponti         | Davide Uccellari         |
| VIII     | 2015 | Massimo De Ponti (3)  | Dario Chitti             | Alberto Della Pasqua     |
| IX       | 2016 | Massimo De Ponti (4)  | Daniel Hofer             | Tommaso Crivellaro       |
| X        | 2017 | Massimo De Ponti (5)  | Daniel Hofer             | Dario Chitti             |
| XI       | 2018 | Diego Luca Boraschi   | Andrea Giacomo Secchiero | Marco Corrà              |
| XII      | 2019 | Dario Chitti          | Diego Luca Boraschi      | Massimo De Ponti         |
| XIII     | 2020 | Nicolò Strada         | Massimo Cigana           | Davide Ingrillì          |
| XIV      | 2021 | Gregory Barnaby       | Nicolò Strada            | Michele Sarzilla         |
| XV       | 2022 | Samuele Angelini      | Michele Sarzilla         | Franco Pesavento         |
| XVI      | 2023 | Samuele Angelini      | Michele Sarzilla         | Franco Pesavento         |
| XVII     | 2024 | Samuele Angelini      | Gianluca Pozzatti        | Lorenzo Pellicciardi     |

### Donne
| Edizione | Anno | Oro                    | Argento                  | Bronzo              |
| -------- | ---- | ---------------------- | ------------------------ | ------------------- |
| I        | 2008 | Laura Giordano         | Maria Alfonsa Sella      | Ljudmilla Di Bert   |
| II       | 2009 | Annamaria Mazzetti     | Martina Dogana           | Maria Alfonsa Sella |
| III      | 2010 | Annamaria Mazzetti (2) | Maria Alfonsa Sella      | Daniela Chmet       |
| IV       | 2011 | Maria Alfonsa Sella    | Alice Capone             | Monica Cibin        |
| V        | 2012 | Annamaria Mazzetti (3) | Elena Maria Petrini      | Sveva Fascetti      |
| VI       | 2013 | Alice Betto            | Elena Maria Petrini      | Angelica Olmo       |
| VII      | 2014 | Sara Dossena           | Elena Maria Petrini      | Giorgia Priarone    |
| VIII     | 2015 | Sara Dossena (2)       | Giorgia Priarone         | Alice Capone        |
| IX       | 2016 | Giorgia Priarone       | Alice Capone             | Verena Steinhauser  |
| X        | 2017 | Sara Dossena (3)       | Giorgia Priarone         | Annamaria Mazzetti  |
| XI       | 2018 | Beatrice Mallozzi      | Sara Papais              | Federica Parodi     |
| XII      | 2019 | Costanza Arpinelli     | Carlotta Maria Missaglia | Federica Parodi     |
| XIII     | 2020 | Ilaria Zane            | Alessia Orla             | Costanza Arpinelli  |
| XIV      | 2021 | Luisa Iogna Prat       | Sharon Spimi             | Federica Parodi     |
| XV       | 2022 | Marta Bernardi         | Giorgia Priarone         | Angelica Prestia    |
| XVI      | 2023 | Ilaria Zane            | Asia Mercatelli          | Federica Frigerio   |
| XVII     | 2024 | Neomi Bogiatto         | Chiara Lobba             | Verena Steinhauser  |

## Medagliere per Società
| Società sportiva          | Oro | Argento | Bronzo | Tot. |
| ------------------------- | --- | ------- | ------ | ---- |
| Carabinieri               | 8   | 7       | 2      | 17   |
| Fiamme Oro                | 5   | 2       | 4      | 10   |
| Fiamme Azzurre            | 3   | 0       | 2      | 5    |
| T.D. Rimini               | 2   | 7       | 6      | 15   |
| Raschiani Tri Pavese      | 2   | 0       | 0      | 2    |
| DDS                       | 1   | 3       | 1      | 5    |
| Minerva Roma              | 1   | 2       | 2      | 5    |
| 707 Triathlon Team        | 1   | 3       | 0      | 4    |
| Raschiani Triathlon       | 1   | 1       | 3      | 5    |
| Torrino-B4S               | 1   | 1       | 0      | 2    |
| Alta Pusteria             | 1   | 0       | 0      | 1    |
| Sportlife Project UL      | 1   | 0       | 0      | 1    |
| Trisports.it Team         | 1   | 0       | 0      | 1    |
| Silca Ultralite           | 1   | 0       | 0      | 1    |
| Tri Evolution             | 1   | 0       | 0      | 1    |
| Overcome ASD              | 1   | 0       | 0      | 1    |
| Stradivari Triathlon Team | 0   | 1       | 2      | 3    |
| Canottieri Napoli         | 0   | 1       | 1      | 2    |
| Forhans Team              | 0   | 1       | 1      | 2    |
| CUS Parma                 | 0   | 1       | 0      | 1    |
| Eroi del Piave            | 0   | 1       | 0      | 1    |
| Valdigne Triathlon        | 0   | 1       | 0      | 1    |
| Protek Triathlon Rho      | 0   | 0       | 1      | 1    |
| Poletti                   | 0   | 0       | 1      | 1    |
| Friesian Team             | 0   | 0       | 1      | 1    |
| Venus Triathlon           | 0   | 0       | 2      | 2    |
| Pianeta Acqua             | 0   | 0       | 1      | 1    |
| Project Ultraman Le       | 0   | 0       | 1      | 1    |
| Granbike triathlon        | 0   | 0       | 2      | 2    |
| K3 cremona                | 0   | 1       | 0      | 1    |
| Cuneo1198                 | 0   | 0       | 1      | 1    |

## Edizioni
| Ed.  | Anno | Sede                     | Regione        |
| ---- | ---- | ------------------------ | -------------- |
| I    | 2008 | Busto Arsizio            | Lombardia      |
| II   | 2009 | Rimini                   | Emilia-Romagna |
| III  | 2010 | Noceto                   | Emilia-Romagna |
| IV   | 2011 | San Maurizio d'Opaglio   | Piemonte       |
| V    | 2012 | Tirrenia                 | Toscana        |
| VI   | 2013 | Romano di Lombardia      | Lombardia      |
| VII  | 2014 | Romano di Lombardia      | Lombardia      |
| VIII | 2015 | Torino                   | Piemonte       |
| IX   | 2016 | Firenze                  | Toscana        |
| X    | 2017 | Riccione                 | Emilia-Romagna |
| XI   | 2018 | Caorle                   | Veneto         |
| XII  | 2019 | Caorle                   | Veneto         |
| XIII | 2020 | Caorle                   | Veneto         |
| XIV  | 2021 | San Benedetto del Tronto | Marche         |
| XV   | 2022 | Imola                    | Emilia-Romagna |
| XVI  | 2023 | Imola                    | Emilia-Romagna |
| XVII | 2024 | Imola                    | Emilia-Romagna |